# Вітер чужого світу
«Вітер чужого світу» (англ. You'll Never Go Home Again) — науково-фантастичне оповідання Кліффорда Сімака, вперше опубліковане журналом «Fantastic Adventures» в липні 1951 року.

## Сюжет
Група планетної розвідки під командою Тома Деккера черговий раз виконувала свою чітко відпрацьовану задачу.
Під прикриттям солдатів легіону роботи повинні були створити добре укріплену базу та провести розвідку планети.
Після розвідки на планету прислали б або експлуатаційну команду, або переселенців.
Деккера збентежило твердження новачка-науковця Дага Джексона, що колись вони зіткнуться з тим, чим не можуть справитись.
Розвідка йшла за планому. На випаленому вогнеметами та жорсткою радіацією ґрунті створили базу і почали топографічну, геологічну та біологічну розвідку.
Одного разу до бази підійшов місцевий житель, його тонке тіло нагадувало «сірникову людину».
Коли його провели до Деккера і запропонували скористатись ментографом (приладом для передачі думок), він впевнено повідомив лишень «Вам не слід було прилітати сюди. Ви ніколи не повернетесь додому».
Деккер відпустив аборигена і оголосив підвищений рівень загрози.
Розвідка успішно продовжувалась і на планеті знайшли поклади корисних копалин, багато видів тварин та їстівних рослин.
Через декілька днів виявили поселення «сірникових людей» і вирішили його відвідати, але місцеві відмовились з ними спілкуватись.
Вони дали зрозуміти, що вже сказали все що хотіли.
В поселенні зовсім не було металічних предметів, хоча цивілізація була досить розвинута.
Наручний годинник Деккера виявився зіпсованим, і коли зіпсованими виявилися і інші годинники, Деккер наказав терміново покинути селище.
Він наказав всім розвідувальним партіям повернутись на базу і готуватись до залишення планети.
Але не всі відповіли і роботи та механізми почали відмовляти один за одним.
Деккер зрозумів, що існує щось на планеті, що не дає використовувати метал.
І без металу місцева цивілізація навіки прикована до печер.
Вони зіткнулись з тим, чого не можуть подолати. Нарешті Деккер звернув увагу на запах вітру.